# Hepatology
Hepatology es una revista médica de hepatología revisada por pares . Es una publicación mensual de John Wiley & Sons en nombre de la Asociación Estadounidense para el Estudio de las Enfermedades del Hígado . La revista se estableció en 1981 y el editor en jefe es Gregory J. Gores, (Clínica Mayo).

## Indexación y resúmenes
La revista está resumida e indexada en las siguientes bases de datos:
- Resúmenes en Antropología
- Resúmenes sobre Higiene y Enfermedades Transmisibles
- Resúmenes de cría de animales
- resúmenes biológicos
- Vistas previas de BIOSIS
- Resúmenes de CAB
- CABdirecto
- Servicios servicales abstractos
- Contenidos Actuales /Medicina Clínica
- Contenidos Actuales/Ciencias de la Vida
- Resúmenes de la ciencia láctea
- EMBASE
- Salud global
- Índice Medicus / MEDLINE / PubMed
- Subconjunto de suplementos dietéticos de PubMed
- Índice de citas científicas
- Scopus
- Boletín de Enfermedades Tropicales

Según Journal Citation Reports'' , el factor de impacto de la revista en 2020 es de 17,425, lo que la ubica en el sexto lugar entre 92 revistas en la categoría "Gastroenterología y Hepatología".
Scimago (SJR) la coloca en el puesto quinto de las revistas médica en el área de gastroenterología y hepatología.

## Métricas de revista
2022
- Web of Science Group : 17,425
- Índice h de Google Scholar: 375
- Scopus: 9,461

La revista ocupa el cuarto  puesto en el apartado de las revistas de Gastroenterology and Hepatology en Google Scholar con un índice h5 de 134.